# Circles (P.O.D.)
Circles è il decimo album in studio del gruppo musicale statunitense P.O.D., pubblicato il 16 novembre 2018 dalla Mascot Label Group.

## Antefatti
Nell'agosto 2017 il gruppo pubblicò come singolo promozionale "Soundboy Killa", col fine di annunciare l'album. In seguito il quartetto si spostò in tour in tutto il continente americano, a fianco dei colleghi Powerflo, Alien Ant Farm e Fire from the Gods.
Nel settembre 2018 pubblicarono come singolo promozionale la title track "Circles", seguita da "Listening for the Silence", che raggiunse la posizione numero 25 della classifica Billboard Mainstream Rock Songs.
Il gruppo lavorò in fase di registrazione con l'aiuto del duo di produttori di Los Angeles The Heavy.
Il titolo dell'album trae ispirazione, come dichiarato dal cantante Sonny Sandoval, "dalle incertezze del gruppo nei confronti della carriera futura".

## Sonorità e composizione
Blabbermouth.net ha dichiarato che il singolo "Rockin' With The Best" è un brano rap metal vecchio stile, ispirato in parte all'esperienza dei Beastie Boys, mentre "Always Southern California" contiene lontani elementi reggae e il singolo di lancio "Soundboy Killa" è un ibrido modernista di metal e rap, inoltre ha apprezzato la diversità stilistica della title track.

## Promozione
Il 5 ottobre 2018 gli autori annunciarono su Facebook che si sarebbero esibiti dal vivo in 23 città degli Stati Uniti per il tour promozionale "Full Circle", cominciando il 14 novembre al Marty's al Newport club e finendo il 12 dicembre al Cone Denim Entertainment Center a Greensboro, a fianco dei colleghi Nonpoint e Islander. Il 10 ottobre annunciarono che si sarebbero esibiti anche in Europa nell'anno successivo, a fianco dei colleghi Alien Ant Farm.

## Accoglienza
La rivista AllMusic ha giudicato in modo positivo l'album, elogiando la capacità degli autori "di riproporre le sonorità degli esordi tentando di aggiornarle a canoni più moderni e diversificati".

## Tracce
1. Rockin' with the Best – 2:43
2. Always Southern California – 3:11
3. Circles – 3:28
4. Panic Attack – 3:02
5. On the Radio – 3:11
6. Fly Away – 3:11
7. Listening for the Silence – 3:52
8. Dreaming – 3:03
9. Domino – 3:29
10. Soundboy Killa – 4:06
11. Home – 4:02

## Formazione
- Sonny Sandoval - voce
- Marcos Curiel - chitarra
- Traa Daniels - basso
- Noah  Bernardo - batteria, percussioni